# Cyclophyllum deplanchei
Cyclophyllum deplanchei är en måreväxtart som beskrevs av Joseph Dalton Hooker. Cyclophyllum deplanchei ingår i släktet Cyclophyllum och familjen måreväxter.
Artens utbredningsområde är Nya Kaledonien. Inga underarter finns listade i Catalogue of Life.